# Fraoch-Eilean

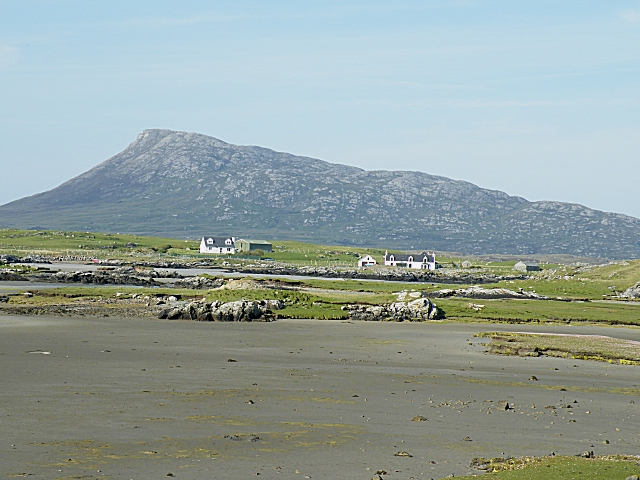
En liten by på ön.

Fraoch-Eilean är en liten ö norr om Benbecula i Yttre Hebriderna i Skottland. Den är omkring 30 hektar stor och den högsta punkten på ön ligger bara 11 meter över havsytan. Namnet kommer från gaeliska och betyder ljungön.
En grusbank knyter samman ön med Grimsay och på ön finns en bosättning som heter Seana Bhaile (skotsk gaeliska: gammal by). Norr om ön ligger North Uist och väster om ön ligger grusbanken North Ford. De små öarna Eilean Roinoch och Màs Grimsay ligger strax öster om Fraoch-Eilean.
Enligt folkräkningen år 2001 bodde det inga människor på ön, men det syns tydligt på kartor och bilder att ön är bebodd. Det är ett stort problem att definiera öar i Hebriderna och det är troligt att befolkningen har räknats in i folkmängden för Grimsay, som har 169 invånare (2011). En karta från Ordnance Survey indikerar omkring 10-12 hus, så det är troligt att befolkningen är 10 till 35 invånare.